# Destination
Destination is het vijftiende muziekalbum van de Duitse muziekgroep Eloy. Bornemann heeft samen met Gerlach de band weer opgestart met Ra, maar het duurde daarna weer vier jaar voordat er een album kwam. Het grootste deel van het studioalbum is opgenomen in de geluidsstudio Horus Studio van Frank Bornemann in Hannover. Dat de band nog geen eenheid is, blijkt uit het feit dat alle partijen van Gerlach zijn opgenomen in zijn privéstudio. Voor de fans was er toch een kleine aanleiding voor een feestje; de basgitarist uit de succesperiode van de band Klaus-Peter Matziol deed weer mee op enkele tracks. 

## Musici
- Frank Bornemann – zang, gitaar
- Michael Gerlach – toetsinstrumenten

Met
- Nico Baretta – slagwerk
- Klaus-Peter Matziol – basgitaar op 2 en 5
- Detlev Goy – basgitaar op 1, 6 en 8 (begeleidde samen met Gerlach Joal)
- Helge Engelke (geboren 24 September 1961 – overleden 28 April 2023) – basgitaar  3 en 4; rtimegitaar op 4  en akoestische gitaar op 6 (van Fair Warning)
- Kai Steffen – sologitaar op 5 (uit Sargant Fury)
- Lenny MacDowell – dwarsfluit op 1 en 3
- een klassiek koor voor 8, arrangement Peter Charstina.

## Tracklist
Muziek door Eloy, teksten door Bornemann en Diana Baden:

| Nr. | Titel              | Duur |
| --- | ------------------ | ---- |
| 1.  | Call of the wild   | 6:49 |
| 2.  | Racing shadows     | 7:11 |
| 3.  | Destination        | 7:41 |
| 4.  | Prisoner in mind   | 4:26 |
| 5.  | Silent revolution  | 7:53 |
| 6.  | Fire and ice       | 5:10 |
| 7.  | Eclipse of mankind | 6:29 |
| 8.  | Jeanne d'Arc       | 7:36 |